# 亨利·卡尔东·德维亚尔

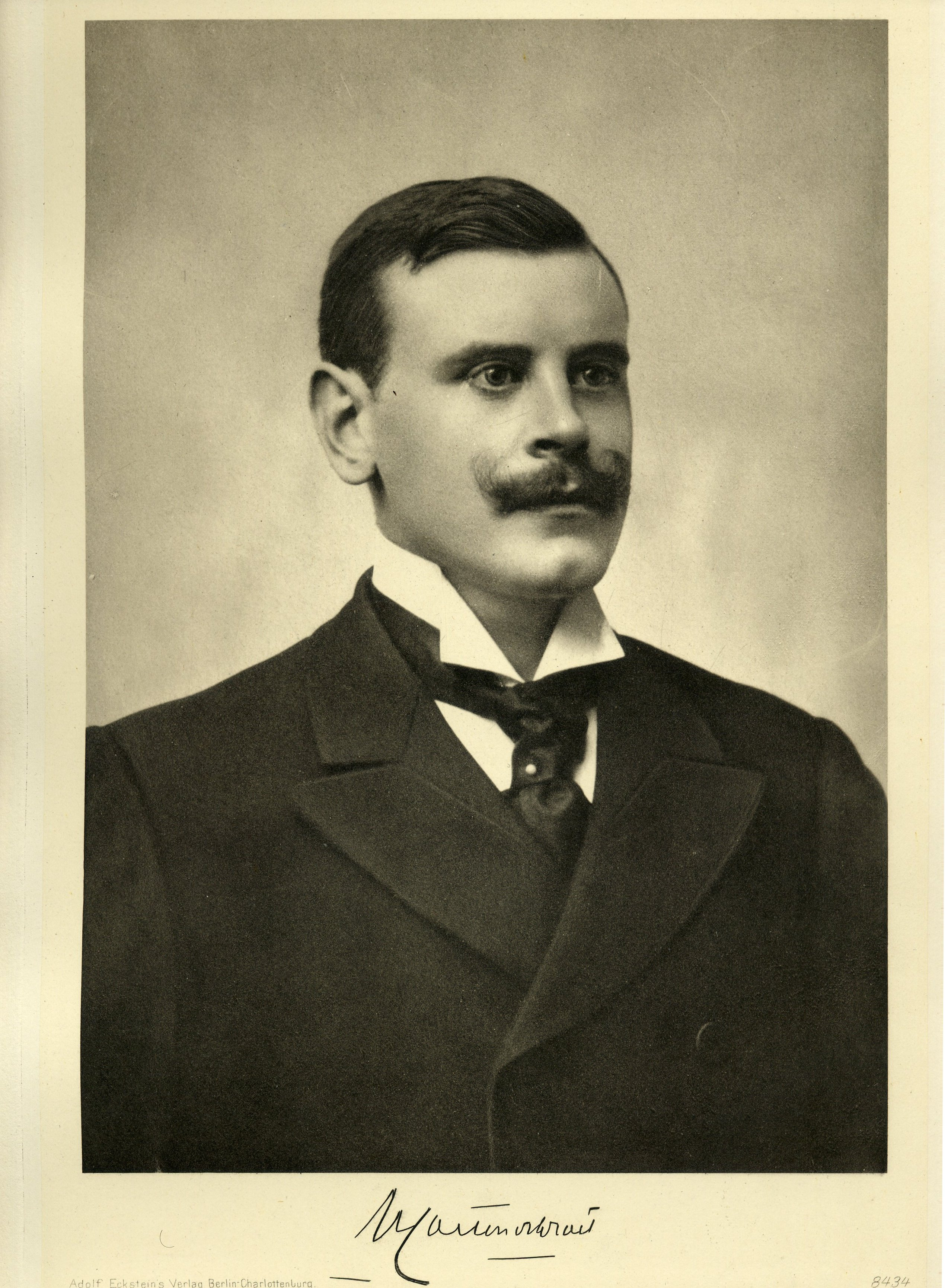
亨利·卡尔东·德维亚尔

亨利·卡尔东·德维亚尔（法語：Henri Carton de Wiart，1869年—1951年），比利时政治家、法官和作家。

## 生平
他出生于一个贵族家庭。1896年选入比利时众议院，任司法大臣（1911年至1918年）。从1920年11月20日到1921年12月16日出任比利时首相。1932年至1934年任社会福利大臣。1945年他把天主教党改组为天主教社会党。
德维亚尔是英国著名的将军阿德里安·卡尔东·德维亚尔爵士的堂兄。